# デイヴィッド・カーネギー (第3代ノースエスク伯爵)
第3代ノースエスク伯爵デイヴィッド・カーネギー（英語: David Carnegie, 3rd Earl of Northesk、1643年11月 – 1688年10月）は、スコットランド貴族。

## 生涯
第2代ノースエスク伯爵デイヴィッド・カーネギーとジーン・モール（Jean Maule、初代パンミュア伯爵パトリック・モールの娘）の長男として、1643年11月に生まれた。
1669年9月2日、エリザベス・リンジー（Elizabeth Lindsay、1688年1月没、第17代クロフォード伯爵ジョン・リンジーの娘）と結婚、1男4女を儲けた。
- デイヴィッド（1675年 – 1729年） - 第4代ノースエスク伯爵
- クリスチャン（Christian、1744年5月25日没） - 次女。1702年、初代モントローズ公爵ジェイムズ・グラハムと結婚

1679年12月12日に父が死去すると、ノースエスク伯爵の爵位を継承した。
1688年10月に死去、息子デイヴィッドが爵位を継承した。